# ساتورو غوجو
غوجو ساتورو (五条 悟 Gojō Satoru)، والمعروف أيضًا بـ خمس طرق حزب (五条 Gojō)، هو شخصية خيالية من سلسلة جيجوتسو كايسن التي أنشأها جيج أكوتامي. تم تقديمه لأول مرة في Tokyo Metropolitan Curse Technical School كمرشد لشاب يدعى يوتا أوكوتسو، وهي سلسلة قصيرة تعمل كمقدمة لـ Jujutsu Kaisen 0. في سلسلة جيجوتسو كايسن الرئيسية، يلعب غوجو نفس الدور ولكنه يكون مرشدًا للطالب يوجي إيتادوري، الذي يعاني من لعنة مماثلة. يساعده غوجو على تطوير قوته وحماية الشخصيات الأخرى في السلسلة، متحدياً القوى الشريرة والتهديدات الخارقة للطبيعة بأسلوبه الفريد وقدراته القتالية البارزة.
تم تصميم غوجو من قبل جيج أكوتامي لتكون شخصية قوية ومحببة يُعبَر عن صوته يوتشي ناكامورا باليابانية وكايجي تانغ باللغة الإنجليزية في التكيفات المتحركة من قبل MAPPA.
تلاقت الشخصية بإعجاب وسائل الإعلام نظرًا لشخصيتها المميزة، حيث تتميز بطبيعتها الخالية من الهموم وقوتها اللافتة التي تبرز خاصة عند حماية طلابها، مما جعلها الشخصية الرئيسية والمحبوبة في المسلسل. وبالإضافة إلى ذلك، حصل دوره في الجزء السابق "Jujutsu Kaisen 0" على استحسان واسع من قبل وسائل الإعلام بفضل عمق شخصيته، خاصة علاقته المعقدة مع الخصم سوجورو جيتو.

## إنشاءه
أنشاء جيجي أكوتامي شخصية غوجو ساتورو بفكرة أن يكون أحد أقوى الشخصيات في السلسلة بأكملها، ولكن في الوقت نفسه يكون سهلاً لفهم القراء. واحدة من أهم أفكار (غوجو) لتصميمه هي معطف يرتديه، حيث لا يزال إنشاء جيجي أكوتامي شخصية غوجو ساتورو بفكرة أن يكون أحد أقوى الشخصيات في السلسلة بأكملها، وفي الوقت نفسه يكون سهلاً للفهم بالنسبة للقراء. واحدة من أهم أفكار تصميمه هي العصابة التي يرتديها، حيث لا يزال يستطيع أن يرى بفضل قوته الخارقة الطبيعية. عيناه، المسماة العيون الستة، تستخدم أساسًا لمواجهة الأرواح الملعونة.
في أول ظهور له في "جوجوتسو كايسن 0"، ربط أكوتامي غوجو ويوتا أوكوتسو بشخصية ميشيزان سوغوار الشهيرة في التاريخ الياباني، لتوضيح كيفية حصول كلا الشخصيتين على قواهما الخارقة. تم ذلك كالتزام لمحررته المتوفاة، ياماناكا. 
قصد أكوتامي من تصميم غوجو أن يكون شبيهًا بتصميم الرجل الوسيم المعروف في الثقافة اليابانية بـ"بيشونين". تم استلهام تصميم وجهه من شخصية كاكاشي من سلسلة "ناروتو" حيث كان وجهه مغطى بالعصابة. على الرغم من هذا المظهر، يشعر أكوتامي بعدم القدرة على كتابة غوجو في علاقة رومانسية مع امرأة بسبب التزامه الشخصي.
فيما يتعلق بعلاقة غوجو مع طلابه، لا سيما يوجي إيتادوري ويوتا أوكوتسو، كتب أكوتامي علاقاتهم ببساطة، مشيرًا إلى أن غوجو يريد فقط أن يصبح طلابه أقوياء. على الرغم من العادة اليابانية الشائعة في تسمية الآخرين بألقابهم الأخيرة، ينادي غوجو طلابه بأسمائهم الأولى. قال أكوتامي إنه اتخذ هذا القرار لأنه رأى أن غوجو لا يعير اعتبارًا كبيرًا للتقاليد الاجتماعية. يستطيع أن يرى بفضل قوته الخارقة الطبيعية. كانت عينيه، العيون السادسة، تستخدم أساسا لتواجه السلع.  في أول مرة له في "جوجوتسو كايسن 0"، ربط أوكوتامي غوجو ويوتا أوكوتسو مع ميشيزان سوغوار شخصية مشهورة في التاريخ الياباني، لشرح من من يتلق كلا الشخصيتين قوى خارقة. تم ذلك كالتزام لمحررته المتوفى، ياماناكا. يُقصد تصميم غوجو أن بيسون تصميم رجل وسيم، يُسمى غالبًا بيشونين.  تم استوحاء تصميم وجهه من شخصية ناروتو الصغيرة التي كانت الوجه مغطى بالبندازات.  على الرغم من هذه المظهر ، تشعر أوكوتامي بأنها غير قادرة على كتابة غوجو في علاقة رومانسية مع امرأة بسبب عمل الولاء لها. فيما يتعلق بعلاقة غوجو مع طلابه ، لا سيما يوجي إيتادوري ويوتا أوكوتسو ، كتب أوكوتامي علاقتهم ببساطة ، حيث يدعي أن غوجو يريد فقط أن يصبح المخلوقون مثلهم أقوياء. على الرغم من العادة الشائعة اليابانية في تسمية الآخرين بأسماءهم الأخيرة، يرمي غوجو لكل من طلابه بأسمائهم الأولى. قال أكوثامي إنه اتخذ هذا القرار لأنه رأى أن غوجو لم يكن لديه اعتبار مناسب لتلك التقاليد الاجتماعية. 
قال بارك سونغهو، الذي أخرج الموسم الأول من مسلسل الرسوم المتحركة المستند إليه بالإضافة إلى الفيلم الجديد، إن تكييف إحدى مشاهد Gojo المبكرة التي تتضمن مشهد Domain Expansion كان أمرًا صعبًا للغاية. ومع ذلك، رأى أن مثل هذا التسلسل لا يُنسى. نظرًا لأن المشهد الأصلي كان بالأبيض والأسود، استشار بارك وفريقه في شركة كوتامي للحصول على إرشادات حول كيفية تجسيد ألوان Domain Expansion لـ Gojo.
وفيما يتعلق بالفيلم الجديد، أشار بارك إلى أن "أبرز ما في الفيلم هو بالطبع قصة Okkotsu وRika كشخصيات رئيسية في Jujutsu Kaisen 0". ومع ذلك، فقد أراد التركيز أيضًا على شخصيات أخرى من المانجا، بما في ذلك العلاقة السابقة بين Gojo وGeto التي تم استكشافها بشكل مختصر في المانجا الأصلية.
طلب المخرج من Seko أن يُظهر مشهدًا قتاليًا جديدًا بين Gojo وMiguel في ذروة الفيلم.
أغنية " Where Our Blue Is " للمخرج Tatsuya Kitani ، والتي تعد بمثابة افتتاح الموسم الثاني من الأنمي، تتناول شباب Gojo وGeto مع التركيز على الخلفيات الزرقاء. يتناقض الافتتاح مع موضوع النهاية "الضوء"، والذي يستخدم لحنًا أكثر استرخاءً مع التأكيد على صداقة Gojo وGeto. 

### يصب
يويتشي ناكامورا هو الممثل الذي يجسد شخصية ساتورو جوجو في الأنمي الياباني الأصلي. يتميز أداءه بتعابير وجه متنوعة تمتد من المشاهد الجادة إلى الكوميدية. في مقابلة له، أشار ناكامورا إلى استمتاعه الكبير بالتسجيل دون قيود، مما سمح له بالتأرجح بين التشغيل والإيقاف بشكل فعال. تعليقه على شخصية جوجو يظهر تقديره العميق للكمامات كوسيلة للتعبير عن الشخصية.
بالنسبة لتصوير شخصية Gojo في الموسم الثاني، أكد ناكامورا على التحديات التي واجهها في تقديم الشخصية بشكل دقيق نظرًا لتغير شخصيته بين القصتين المتواليتين، مما استدعى منه توظيف مجموعة واسعة من التعابير والأصوات لتأكيد هذا التطور. استمتع أيضًا بالعمل مع استوديو Mappa، الذي سمح لشخصيته بالحصول على تعبيرات وجه إضافية، مما أثر إيجابًا على أدائه.
من جانبه، قدمت ماريا إيس أداءً متميزًا لشخصية جوجو الأصغر في فلاشباك الأنمي، مع إضافة عمق ونبرة مناسبة للشخصية في تلك الفترة الزمنية.
كايجي تانغ يعبر عن الشخصية باللغة الإنجليزية. وصفه تانغ بأنه "المتصيدون الأكثر تصيدًا في الأنمي على الإطلاق". وأشار الممثل إلى أن الشخصية تبرز بسبب طبيعته الغريبة وكيفية تفاعله مع طلابه. تمت الإشادة به أيضًا لمدى إعجابه به، نظرًا للطبيعة اللطيفة التي يصورها في المسلسل بسرد مظلم بينما يُظهر في نفس الوقت قوى خارقة للطبيعة مثيرة للاهتمام. لا يزال تانغ يشير إلى أن غطرسة غوجو كانت نقطة ضعفه الوحيدة، مما يجعله يبدو أكثر إنسانية. 
في مقابلة أخرى، قارن تانغ Gojo بشخصية الكتاب الهزلي كلارك كينت. يعتقد أن السحر الكامن وراء شخصية Gojo هو أنه على الرغم من عمره، يتصرف كطفل مدلل. قبل دبلجة Gojo، لم يكن Tang قد قرأ مانغا Jujutsu Kaisen، ولكنه سمع عنها. عندما تم اختياره للدور، أجرى Tang بحثًا عميقًا من خلال قراءة المانجا. عندما تفاعل لأول مرة مع ايتادوري يوجي، لاحظ أن Gojo يظهر جانبًا مظلمًا نادرًا ما يتم استكشافه من شخصيته، مما دفعه إلى رؤية المزيد من الغطرسة في Gojo. على عكس أعماله السابقة مثل Gearless Joe من ميغالوبوكس أو Archer من Fate/stay night، يشعر Tang أن Gojo ينظر إلى العالم بطريقة أكثر طفولية من شخصياته السابقة. على الرغم من أن Gojo شهد العديد من التحديات في ماضيه، لم تؤثر أي منها بشكل كبير عليه. من أجل تحقيق مزامنة تامة بين اللفظ والحركة، أدى Tang التلاعب اللازم، مما أدى إلى أداء مميز لشخصية Gojo في مواجهته مع Jogo.

## ظهور

### جوجوتسو كايسن 0
ساحر يعمل مدرسًا في مدرسة جوجتسو الثانوية بمحافظة طوكيو. يحمل لقب "الأقوى" رغم أنه نصب نفسه. معظم الحلفاء والأعداء على حد سواء لا يجادلون أبدًا في اللقب ويعتبرونه عمومًا أحد أخطر الأشخاص على قيد الحياة. في أحداث Jujutsu Kaisen 0 ، يقوم Gojo بتجنيد يوتا اوكوتسو، وهو طالب في المدرسة الثانوية، برفقة روحه الشريرة، ريكا اوريموتو، ويقنعه بالانضمام إلى Jujutsu High. خلال هذا الوقت، يقوم Gojo بتدريب اوكوتسو مع طلاب العام السابق، باندا وماكي زينين و اينوماكي توغ، لمساعدة اوكوتسو في السيطرة على لعنته وتطوير الصداقات.  تجتذب لعنة اوكوتسو سوجورو جيتو، وهو طالب سابق في مدرسة Jujutsu High وصديق قديم لـ Gojo. يسعى غيو للحصول على لعنة اوكوتسو ويرغب في إنشاء عالم الشامان فقط. أصيب غيتو بجروح خطيرة بعد قتاله مع اوكوتسو وتم إعدامه لاحقًا بواسطة غوجو. ثم يساعدو على فهم الطبيعة الحقيقية لعنته وقواه. 

### جوجوتسو كايسن
في يوم حدث النوايا الحسنة في كيوتو، يلتقي Gojo مع أعضاء هيئة التدريس الآخرين لمشاهدة الحدث. مع بدء الحدث، يراقبه Gojo من خلال الشاشات مع الكليات الأخرى. عندما يغزو المتسللون الموقع، يتوجه Gojo إلى الموقع مع يوتاهيمي ويوشينوبو. قرر التعامل مع جوزو أولاً، وتمكن بسهولة من كبح جماحه. يستخدم Gojo بعد ذلك تقنية البنفسجي الاجوف على هانامي، لكن لا يمكنهم معرفة ما إذا كان قد قُتل على وجه اليقين. ونتيجة لذلك، يحظى ساتورو باحترام كبير من قبل السحرة ويتمتع بنفوذ كبير في عالم السحر. يقنع رؤسائه في الكلية بإبقاء يوجي إيتادوري على قيد الحياة حتى يلتهم كل أصابع سوكونا. يقوم بتدريس يوجي وميجومي فوشيجورو ونوبارا كوجيساكي.
بعد ذلك، تستكشف المانجا ماضى غوجو. عندما كان هو وجيتو كلاهما في الثانوية الثانية، تم تعيينهم لمرافقة سفينة النجم البلازما ريكو أمناي الذي كان ليتم دمجها مع ساحر لا يموت، تينجن.   عندما كان من المقرر أن يحدث الاندماج، يتم مهاجمتهم من قبل المرتزقة توجي فوشيغورو  الذي يهزم الاثنين ويقتل ريكو.  بينما يستعيد جوجو وقتل توجي، يبدأ جيتو في التشكك في واجبه كساحر، و، بعد أن أصبح منزعجًا من حماية غير الساحرين، يعهد بقطع الدورة ويقتل كل غير الساحر لمنع ولادة المزيد من الأرواح الملعوبة.  يفر من المدرسة ويذبح قرية بقوه يتواجه غوجو جيتو حول جرائمه ، لكنه غير قادر على قتله ويتركه يذهب. 
تم مهاجمته من قبل الأرواح الملعوبة من الدرجة الخاصة في شيبويا، ويمكنه كينجاكو إختبائه في عالم السجن، بعد أن طرد هانامي. ومع ذلك، غوجو) لديه (أوكوتسو) ليتخذ خدمة) لحماية (يوجي) من الإعدام إذا حدث له شيء سيء نحو نهاية ألعاب القضاء، يطلق عليه طلابه بنجاح من عالم السجن ويحدّى على الفور ميغومي، المضيف الحالي للسوكونا إلى مباراة في ليلة عيد الميلاد. بعد عدة تبادلات، غوجو ينتهي به الأمر بعد أن قُتل من قبل سوكونا ويقع نفسه يتحدث مع جيتو وأصدقائه الآخرين المتوفين.

## استقبال

### شعبية
استقبل ساتورو غوجو استقبالاً إيجابياً كبيراً من قبل القرّاء والنقاد على حد سواء. في استطلاع شعبية أجرته Viz Media في مارس 2021، تم اختياره كأكثر شخصية شعبية في العلامة التجارية. حصل غوجو أيضاً على ترشيح لجائزة أفضل شخصية ذكرية في جوائز Crunchyroll Anime الخامسة، كما أُشيد بمعركته ضد رايمن سوكونا كأفضل شخصية للعام. تم تمييز أداء يويشي ناكامورا بدور غوجو كواحد من أبرز الأدوار في السلسلة. في الترويج لفيلم Jujutsu Kaisen 0، شارك غوجو في الإعلانات جنباً إلى جنب مع SoftBank Group. في ديسمبر 2021، احتفلت شركتا ماپا وشوشا بعيد ميلاد غوجو وأشادا بشعبيته الكبيرة بين الشخصيات في السلسلة، مما ساهم في تعزيز نجاح الفيلم. وفي استطلاع عام 2021 لدى ابحاث الخط، حصل غوجو على المرتبة الأولى كأحد أبرز الشخصيات في Jujutsu Kaisen. وفي جوائز الأنمي الكبرى للرسوم المتحركة لسنة 2021، جاء غوجو ثالثاً في استطلاع أفضل شخصية ذكرية، خلف يوتا أوكوتسو من Jujutsu Kaisen 0 وتينغن أوزوي من Demon Slayer: Kimetsu no Yaiba.

### استجابة حرجة

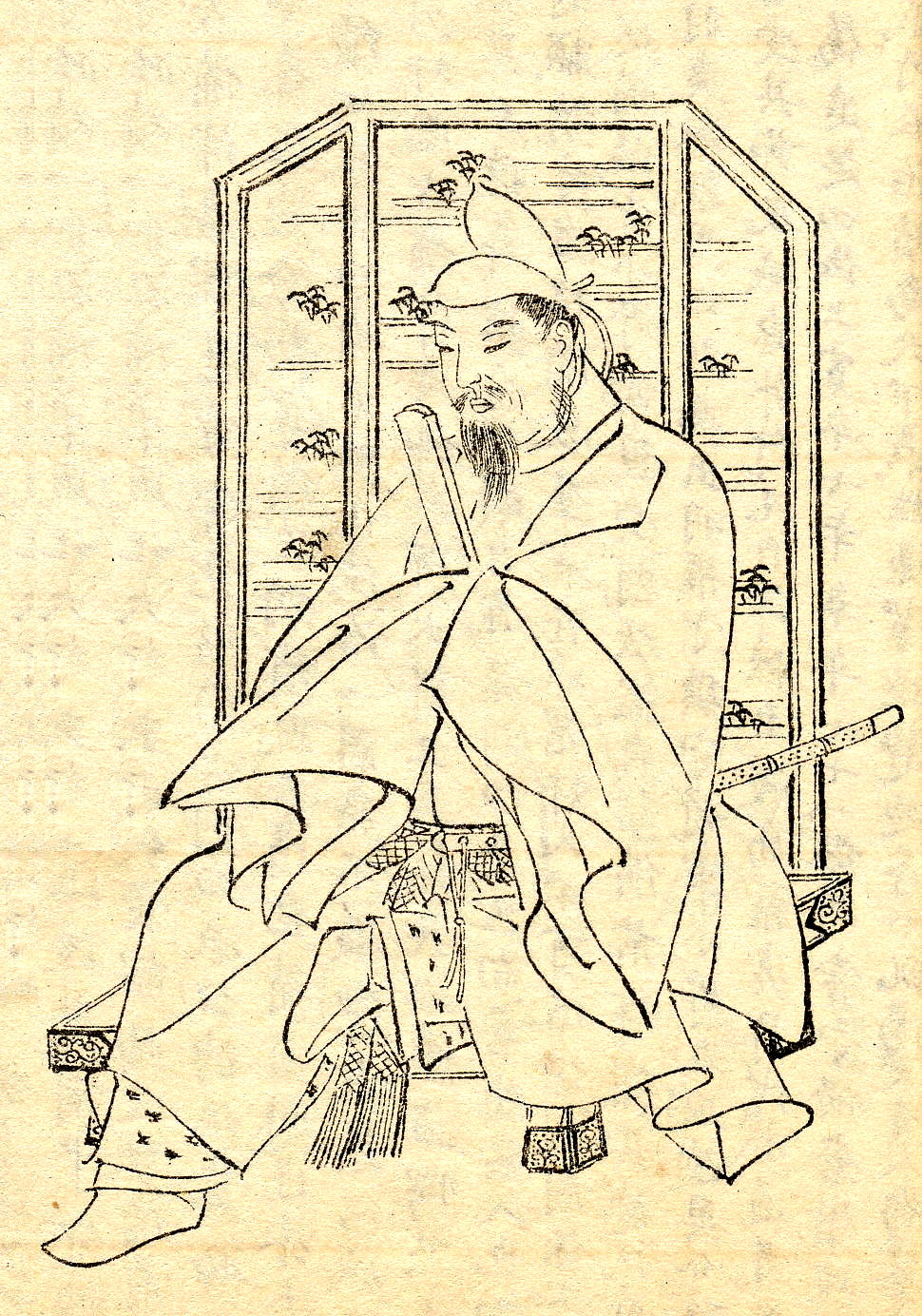
أدى صلة سوغوارا نوتي ميشيزان مع يوتا أوكوتسو وغوجو إلى نظريات حول ما إذا كان الشخصية التاريخية ستؤثر بشكل كبير على الرواية، والتي تم الحفاظ على غامض في القصة الرئيسية.

اعتبرت مصادر الكتاب الهزلي أن غوجو هو الشخصية الأكثر نضجًا في السلسلة رغم طابعه الطفولي، مما جعله محبوبًا بشدة بين قراء المانجا. وفي مقال آخر، اعتبره نفس الموقع أحد أخطر أعضاء السلسلة بفضل قوته الفائقة التي لا يمكن لأي شخص آخر المنافسة بها. IGN قد منح غوجو لقب الشخصية المفضلة لدى المعجبين بفضل تركيز شخصيته المميز. StudyBreak لاحظت أيضًا أن شخصية غوجو المرحة تأتي غالبًا مع لحظات كوميدية مناسبة، مشيرة إلى رد فعله الكوميدي حينما اعتقد أن فوشيغورو يتعرض للضرب من امرأة، بالإضافة إلى تأثره بإظهار قوته في القتال ضد التهديدات الخطيرة.
على الرغم من مقارنته بشخصيات مرشدة أخرى مثل كاكاشي هاتاكي أو أول مايت أو أيزاوا، قال Bleeding Cool إن غوجو لا يزال محبوبًا أكثر في هذا النموذج الأصلي بسبب كيفية "أن الشخصية هي حقًا توازن بين برودة الاهتمام والقوة التي تظل ترفض أي تهديدات خطيرة"، خاصة فيما يتعلق بالاهتمام الذي يظهره بطلابه والقوة التي يظهرها في سياق المعارك. تمت كتابة مقال أيضًا حول أفضل عشر مشاهد قتالية للشخصية من قبل Comic Book Resources، مع معركته ضد جوجو، والتي لم تكن مجرد أفضل معركة شارك فيها، ولكن كانت أيضًا أفضل قتال في السلسلة حتى الآن. بالإضافة إلى ذلك، أشادت شبكة Anime News Network بالمشهد القتالي بين غوجو وجوجو، لتعامله الفني المتقن مع العناصر البصرية، واعتبرته تحسينًا كبيرًا مقارنة بأعمال استوديو The God of High School، الذي وُصف سابقًا بأنه "قمامة غير قابلة للإصلاح"، ليس فقط بسبب السرد ولكن أيضًا بسبب سرعة التنفيذ في تسلسل قتال غوجو.
وجدت  (ماري سو)  أن تصنيف غوجو في جوجوتسو كايسن هو نفسه من المسلسل الرئيسي نتيجة لكيفية تدريب الطلاب ولكن لا يزال وجد الطيار ساعد في استكشاف ماضيه بشكل أكبر نتيجة لعلاقته المأساوية مع غيتو.  أشار أوتاكست أيضًا إلى التشابهات وكذلك مدى أهمية العلاقة بين غوجو و جيتو التي تنتهي بطريقة فاجأت قراء السلسلة الرئيسية.  كانت مانجا نيوز تتطلع إلى التركيز على علاقة غوجو وغيتو.  أدرجت كرنشيرول وقت غوجو في الكشافة في التكيف الفيلم المتحركة من المانغا ، مشيرة إليه باعتباره شخصية مفضلة من المعجبين سيشعر الناس بالقدرة على رؤيتها.  تم الحفاظ على ارتباط الشخصية مع مرحوم سوغوارا لا ميشيزان غامضًا مما قد يؤدي إلى تأثير مستقبلي في السلسلة من قبل النقاد خاصة عندما يظهر يوتا أوكوتسو مرة أخرى في جوجوتسو كايسن وتتساءل عن علاقتهم مع سوغوارة.  
كانت شخصية Gojo شائعة في التركيز الاجتماعي. بعد تعديل الأنمي لذكريات الماضي مع شباب غيتو وغوجو، لاحظت آنا دياز من Polygon أن هناك العديد من المعجبين الذين صنعوا قصص دوجينشي معهم والتي انتشرت بسرعة .  في سبتمبر 2023، تسببت تسريبات الفصل 236 من المانجا في جدل كبير عبر الإنترنت بين محبي السلسلة. فاجأت محتويات الفصل المعجبين كثيرًا لدرجة أنهم توجهوا إلى وسائل التواصل الاجتماعي للتفاعل مع التطور الجديد. في وقت النشر، كان الوسم "#GojoSatoru" رائجًا على X بأكثر من 11400 مشاركة.  أدى تطور الفصل إلى توقف فنان المانجا كينجيرو هاتا عن كتابة المانجا حلق بي الى القمر بسبب الحاجة إلى التعافي من الحدث "الصادم". 
غالبًا ما تمت مقارنة الشخصية بـ كيلوا زولديك من هنتر × هنتر بسبب التشابه الجسدي والشخصي. عندما تم اختيار ماريا إيس لتصوير جوجو الأصغر في الفلاش باك من الموسم الثاني للأنمي، قالت صحيفة هندوستان تايمز إن "الميم جاء إلى الحياة" لأن إيس كان مشهورًا أيضًا بالتعبير عن كيلوا وكان المعجبون سعداء بمثل هذا الاختيار. 